# 下村実生
下村 実生（しもむら みき、1998年10月22日 - ）は、日本の元歌手、元ダンサー、元ファッションモデル。東京都世田谷区出身。元ダンスボーカルグループ・フェアリーズのメンバー。2021年芸能活動を引退。

## 略歴
- 2011年9月21日、フェアリーズのデビューシングル『More Kiss/Song for You』でメジャーデビュー[2]。
- 2013年2月1日、林田、藤田とフェアリーズの派生ユニット「Mスリー」を結成[3]。
- 同年7月、女性ファッション雑誌『Seventeen』の専属モデルになる[4]。
- 2015年11月18日に発売されたフェアリーズのシングル『Mr.Platonic』の下村実生ver.に初ソロ曲「Runway」を収録[5]。
- 同年12月、客演として舞台『スタッフ・ロール』に出演し、舞台デビューした[6]。
- 2019年3月1日発売の4月号をもって『Seventeen』の専属モデルを卒業[7]。
- 2020年6月17日、一部メンバーの所属事務所との契約終了に伴い、フェアリーズの活動が終了。事務所には引き続き所属し、個人での活動に専念することが発表された[8]。
- 同年10月22日、自身の誕生日にYouTubeチャンネル「こつこつみきちゃんねる」を開設[9]。
- 2021年6月末、ライジングプロダクションを退社し芸能界を引退[1]。

## 出演

### ネット配信
- Mスリーなんです!!!（2016年10月4日 - 、生テレ）[10]
- AbemaTVナビ（2016年12月8日 - 2017年3月30日、AbemaTV） - 木曜日MC[11]
- イマっぽTV（2017年4月6日 - 6月29日、AbemaTV） - 木曜MC

### イベント
- Seventeen 夏の学園祭
  - （2013年8月23日、パシフィコ横浜）[12]
  - （2014年8月22日、パシフィコ横浜）[13]
  - （2015年8月25日、パシフィコ横浜）[14]
  - （2016年8月23日、パシフィコ横浜）[15]
  - （2017年8月24日、パシフィコ横浜）[16]
- 超十代 -ULTRA TEEN FES-
  - （2016年3月29日、幕張メッセ 国際展示場 5・6ホール）[17]
  - （2017年3月28日、幕張メッセ 国際展示場 6・7ホール）
  - （2018年3月27日、幕張メッセ 国際展示場 6・7ホール）
- 北陸ガールズグランプリ2016（2016年5月1日、富山産業展示館）[18]

### ランウェイ
- GirlsAward
- 東京ガールズコレクション
- 関西コレクション
- 福岡アジアコレクション

### 舞台
- スタッフ・ロール（2015年12月15日 - 20日、劇場MOMO）[6]
- ミュージカル『リトル・ウィメン～若草物語～』（2019年9月3日 - 25日、シアタークリエ） - エイミー 役
- SHOW-ISMS（2020年7月20日 - 25日、シアタークリエ）

### 映像作品
- レディ ジュエルペット（2014年4月5日 - 2015年3月28日、テレビ東京系） - かろん 役
- 全力Beat! 〜夢中がワタシを変えていく〜（2016年2月29日 - 3月22日、全4話、adidasbag）[19]

## 書籍

### 雑誌
- CUTiE（宝島社）
- Seventeen（2013年 - 2019年、集英社） - 専属モデル[4]

### 写真集
- MS1022（2017年10月22日、ワニブックス）ISBN 978-4-8470-4957-6

### 文庫本
- 駅恋 Tinker Bell -終わらない、好き。-（著：くらゆいあゆ、2014年7月25日、集英社ピンキー文庫） - カバーモデル